# Кутинов, Иван Абрамович
Иван Абрамович Кутинов (1909—1981) — старшина Рабоче-крестьянской Красной Армии, участник Великой Отечественной войны, Герой Советского Союза (1945).

## Биография
Иван Кутинов родился 28 марта 1909 года в станице Упорная (ныне — Лабинский район Краснодарского края). После окончания семи классов школы работал на мельнице. В июне 1941 года Кутинов был призван на службу в Рабоче-крестьянскую Красную Армию. С мая 1942 года — на фронтах Великой Отечественной войны.
К январю 1945 года сержант Иван Кутинов командовал орудием 507-го отдельного истребительно-противотанкового артиллерийского полка 5-й ударной армии 1-го Белорусского фронта. Отличился во время форсирования Одера. 30-31 января 1945 года расчёт Крутинова уничтожил несколько вражеских огневых точек и одним из первых переправился через Одер в районе населённого пункта Киниц в 15 километрах к северу от Зеелова, где на плацдарме на западном берегу принял активное участие в отражении большого количество контратак немецкой пехоты и танков.
Указом Президиума Верховного Совета СССР от 24 марта 1945 года сержант Иван Кутинов был удостоен высокого звания Героя Советского Союза с вручением ордена Ленина и медали «Золотая Звезда».
После окончания войны в звании старшины Кутинов был демобилизован. Проживал сначала в Лабинске, где заведовал мельницей, позднее переехал в Новороссийск. Скончался 6 декабря 1981 года.
Был также награждён орденами Отечественной войны 2-й степени и Красной Звезды, рядом медалей.